# Saint-Thual
Saint-Thual är en kommun i departementet Ille-et-Vilaine i regionen Bretagne i nordvästra Frankrike. Kommunen ligger i kantonen Tinténiac som tillhör arrondissementet Saint-Malo. År 2022 hade Saint-Thual 999 invånare.

## Befolkningsutveckling
Antalet invånare i kommunen Saint-Thual
Referens:INSEE